# Anceaumeville

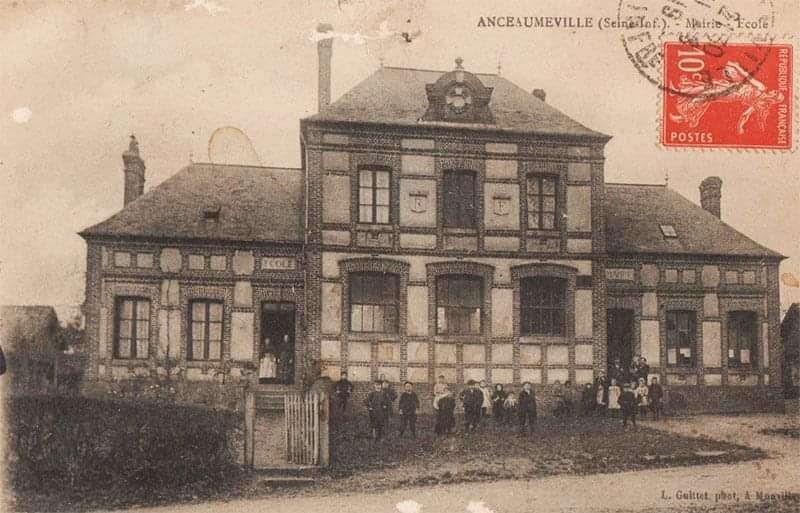
Postkartenmotiv: Rathaus (Mairie) von Anceaumeville

Anceaumeville ist eine französische Gemeinde mit 693 Einwohnern (Stand: 1. Januar 2022) im Département Seine-Maritime in der Region Normandie. Sie gehört zum Arrondissement Rouen und zum Kanton Bois-Guillaume (bis 2015: Kanton Clères).

## Geographie
Anceaumeville liegt etwa 13 Kilometer nordnordwestlich von Rouen an dem Fluss Clerette. Umgeben wird Anceaumeville von den Nachbargemeinden Sierville im Norden und Westen, Clères im Nordosten, Mont-Cauvaire im Osten, Montville im Süden sowie Fresquiennes im Westen und Südwesten.

## Bevölkerungsentwicklung
| 1962                      | 1968 | 1975 | 1982 | 1990 | 1999 | 2006 | 2013 |
| ------------------------- | ---- | ---- | ---- | ---- | ---- | ---- | ---- |
| 317                       | 350  | 367  | 521  | 566  | 714  | 667  | 683  |
| Quelle: Cassini und INSEE |      |      |      |      |      |      |      |

## Sehenswürdigkeiten

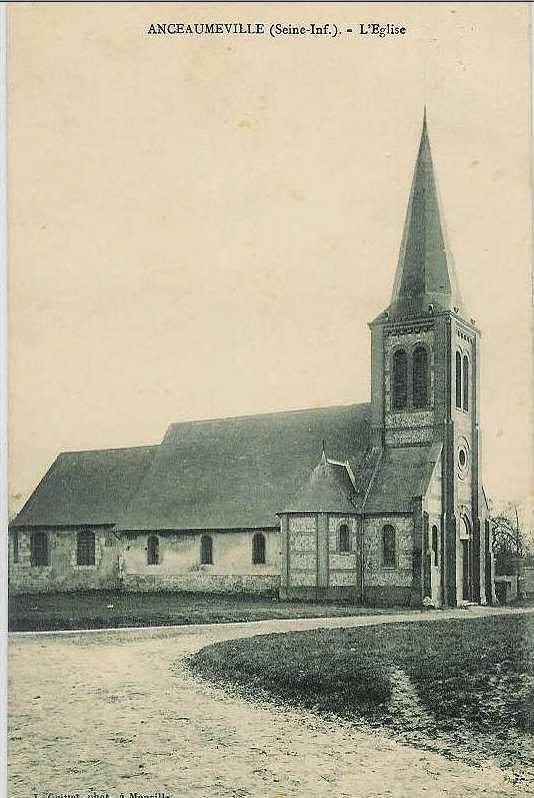
Kirche Saint-Martin

- Kirche Saint-Martin aus dem 11. Jahrhundert, Umbauten aus dem 16. Jahrhundert
- Schlossruine aus dem 19. Jahrhundert
- Herrenhaus und Gutshof Les Murs aus dem 17./18. Jahrhundert